# Zhu Xi
Zhu Xi também pode ser conhecido como Chu Hsi, Zhuzi ou Zhufuzi  (朱熹, Youxi, Fujian, 18 de outubro de 1130 - China, 23 de abril de 1200) foi um sábio neo-confuciano da Dinastia Sung que se tornou a figura principal da Escola do Princípio e o mais influente racionalista neo-confuciano na China. Sua contribuição para a filosofia chinesa incluiu sua atribuição de significado especial para os Analectos de Confúcio, o Mêncio, O Grande Aprendizado e a Doutrina do Meio (os Quatro Livros), sua ênfase na investigação das coisas (gewu), e a síntese de todos os conceitos fundamentais de Confúcio.

## Biografia
Zhu Xi, cuja família se originou no Condado de Wu-yuan da Prefeitura de Hui (徽州 婺源县, localizado na atual Província Jiangxi), nasceu em Fujian, onde seu pai trabalhou como xerife da subprefeitura local. Depois que seu pai foi retirado do cargo devido à sua oposição à política de apaziguamento do governo para com os Jurchen em 1140, Zhu Xi recebeu instruções de seu pai em casa. Após a morte de seu pai em 1143, estudou com os amigos de seu pai, Hu Xian, Liu Zihui, e Liu Mianzhi. Em 1148, com 19 anos de idade, ou 18 anos segundo a Encyclopædia Britannica,  Zhu Xi passou nos exames imperiais e tornou-se um estudante regular. O primeiro cargo oficial de Zhu Xi foi como secretário de Tong'an na subprefeitura (同安县 主 簿), onde atuou de 1153-1156, entre outras coisas sabe-se que ele começou a reforma da gestão da tributação e da polícia, modificou as normas da escola local, e elaborou um código de conduta formal. Desde 1153, começou a estudar sob a orientação de Li Tong, que seguia a tradição neo-confucionista de Cheng Hao e Cheng Yi, tornando-se formalmente seu aluno em 1160. Em 1179, depois de não deter cargo público desde 1156, Zhu Xi foi nomeado Prefeito do Distrito Militar de Nankang (南康 军), onde ele reergueu a Academia da Caverna do Veado Branco (白鹿洞 书院), tendo-a rebaixado três anos mais tarde ao atacar a incompetência de alguns funcionários. Envolvendo-se em temas mais terrenos tal como a administração dos assuntos locais, os avanços tecnológicos na agricultura, a fundação de escolas, etc. Houve vários casos de receber uma nomeação e, posteriormente, ser rebaixado. Mesmo que seus ensinamentos fossem severamente atacados por pessoas de relevo, quase mil pessoas assistiram ao seu funeral. Em 1208, oito anos após sua morte, o Imperador Ningzong de Song reabilitou Zhu Xi e honrou-o com o nome póstumo de Wen Gong (文公), que significa "Venerável cavalheiro da cultura". Em torno do ano de 1228, o Imperador Lizong da Song honrou com o nobre título póstumo duque de  Hui (徽 国 公). Em 1241 uma placa em sua homenagem foi colocada no Templo de Confúcio.
Sua síntese do pensamento filosófico foi a base para interpretações posteriores e se tornou a versão mais aceita sob a dinastia Yuan, Ming e especialmente Qing. Seus comentários sobre os Quatro Livros tornou-se leitura obrigatória para todos os queriam para passar nos exames do serviço civil. Sua influência intelectual foi também fundamental na Coreia, e suas ideias ganharam ampla aceitação e apoio oficial no Japão também.

## Ensinamentos

### Os quatro livros
Durante a Dinastia Song os ensinamentos de Zhu Xi foram considerados heterodoxos. Em vez de se concentrar no I Ching como outros neoconfucionistas, Zhu Xi optou por enfatizar os quatro livros como o currículo básico para os aprendizes: O Grande Aprendizado, A Doutrina do Meio, os Analectos de Confúcio, e o Mêncio . Para todos esses clássicos, escreveu extensos comentários que não foram amplamente reconhecidos em seu tempo, no entanto, mais tarde se tornaram aceitos como os comentários mais abalizados desses livros. Os Quatro Livros serviram como base dos exames do serviço público desde então até 1905.

### Força vital (qi, 氣), princípio (li，理), e o Grande Fim (taiji，太极)
Zhu Xi sustentava que todas as coisas são trazidas à existência pela união de dois aspectos universais da realidade: qi, às vezes traduzido como "força vital" (ou física, material); e li, às vezes traduzido como "princípio racional" (ou "lei"). A origem e totalidade de li é o Taiji (Wade-Giles: T'ai Chi), significando o Grande Fim. A origem de qi (Wade-Giles: ch'i) não é tão claramente enunciada por Zhu Xi, levando alguns estudiosos a afirmarem que ele era um metafísico monista, enquanto outros sustentam que ele era um metafísico dualista.
Segundo a teoria de Zhu Xi, cada objeto físico e cada pessoa tem a sua li e, portanto, tem contato em seu núcleo metafísico com o Taiji. O que é referido como alma, mente ou espírito humano é entendido como o Taiji, ou o supremo princípio criativo.
Qi e li operam juntos em dependência mútua. Eles são mutuamente encontrados em todas as criaturas do universo. Estes dois aspectos se manifestam na criação de entidades importantes. Quando sua atividade é polir (rápida ou extensamente), ele é o modo de energia yang. Quando a sua atividade está diminuindo (ou em contração lenta), ele é o modo de energia yin. As fases yin e yang interagem constantemente, cada uma ganhando e perdendo o domínio sobre a outra. No processo de crescente e minguante, desenvolve-se a alternância destas vibrações fundamentais, os chamados cinco elementos (fogo, água, madeira, metal e terra). Zhu Xi argumenta que o li já existia antes mesmo do Céu e da Terra.
Em termos de li e qi, o sistema de Zhu Xi assemelha-se fortemente às ideias budistas de li (mais uma vez, o princípio) e shi (assuntos, questões), embora Zhu Xi e seus seguidores sustentem firmemente que eles não estavam copiando as ideias budistas. Em vez disso, declarou que estavam usando conceitos já presentes muito antes, no Livro das Mutações.
Zhu Xi discutiu como ele considerava o conceito de Grande Fim compatível com o princípio do taoismo, mas o seu conceito de Taiji era diferente do entendimento do Tao no taoismo. Enquanto Taiji é um princípio de diferenciação que resulta no aparecimento de algo novo, Dao é calmo e silencioso, operando para reduzir tudo a igualdade e indistinguibilidade. Ele argumentou que existe uma harmonia fundamental que não é estática, ou vazia, mas dinâmica, e que o Grande Fim está ele próprio em atividade criativa constante.

### Natureza humana
Zhu Xi considerava o antigo confuciano Xun Zi um herege por se afastar da ideia de Mêncio da bondade humana inata. Mesmo se as pessoas apresentassem comportamento imoral, o princípio supremo regulador era bom. Zhu Xi considerou que o cosmos tem dois aspectos: o indeterminado (li) e determinado (qi). A causa das ações imorais é qi. A metafísica de Zhu Xi é que tudo contém li e qi. Li é o princípio que está em tudo e governa o universo. Cada pessoa tem um perfeito li. Como tal, as pessoas devem agir em perfeita conformidade com a moralidade. Entretanto, enquanto li é a estrutura subjacente, qi também faz parte de tudo. Qi obscurece a nossa natureza moral perfeita. A tarefa do cultivo moral tem a finalidade de clarear nosso qi. Se o nosso Qi é claro e equilibrado, então vamos agir de uma forma perfeitamente moral. Segundo essa linha de pensamento os seres humanos podem eliminar suas imperfeições mentais através do estudo da ética e da metafísica.

### Conhecimento e ação
De acordo com a epistemologia do Zhu Xi, conhecimento e ação eram componentes indivisíveis da atividade verdadeiramente inteligente. Embora ele tenha feito uma distinção entre a prioridade de conhecimento, já que a ação inteligente requer cautela, e da importância da ação, uma vez que produz um efeito discernível, Chu Hsi afirmou que "o conhecimento e a ação requerem sempre um ao outro. É como uma pessoa que não pode andar sem pernas, embora tenha olhos, e que não pode ver sem os olhos, embora tenha pernas. No que diz respeito à ordem, o conhecimento vem em primeiro lugar, e em relação à importância, a ação é mais importante ".

### A investigação das coisas e a extensão do conhecimento
Zhu Xi defendeu gewu, a investigação das coisas. Como investigar e quais são essas coisas é fonte de muito debate. Para Zhu Xi, as coisas são princípios morais e a investigação envolve a atenção para tudo o que em ambos os livros e assuntos porque "princípios morais são bastante inesgotáveis".

### Religião
Zhu Xi não considerava as ideias tradicionais de Deus ou céu (Tian), embora tenha discutido como suas próprias ideias espelhavam os conceitos tradicionais. Ele encorajou uma tendência agnóstica dentro do confucionismo, porque acreditava que o Grande Ultimato era um princípio racional, e discutiu-o como uma vontade inteligente e ordenadora do universo (quando afirmava que "céu e Terra não têm ideia de si próprios" e sustentando que sua única função era produzir coisas; se isto pode ser considerado uma vontade consciente ou inteligente é claramente algo sujeito ao debate). Não promoveu o culto dos espíritos e oferendas de imagens. Apesar de ter praticado algumas formas de culto dos antepassados, ele discordava que as almas dos antepassados tivessem existido, crendo que o culto dos ancestrais é uma forma de lembrança e gratidão.

### Meditação
Zhu Xi praticava uma forma de meditação diária chamada jing zuo, similar mas não a mesma que a budista dhyana ou chan ding (Wade-Giles: ch'an-ting). Sua meditação não exigia a cessação de todo pensamento como no budismo, mas era caracterizada pela introspecção silenciosa que ajudava a equilibrar os diferentes aspectos da personalidade e permitia um pensamento focado e a concentração.

### Sobre o ensino, a aprendizagem, e a criação de uma academia
Lamentou as técnicas de impressão mais modernas e a proliferação de livros que se seguiram. Isso, segundo ele, fez os alunos menos apreciativos e focados sobre os livros, simplesmente porque havia mais livros para ler do que antes. Portanto, ele tentou redefinir a forma como os alunos deveriam aprender e ler. Na verdade, decepcionado com as escolas locais na China, ele estabeleceu sua própria academia, a Academia da Caverna do Veado Branco, para instruir os estudantes de forma adequada e na forma adequada.

## Leitura de apoio
- J. Percy Bruce.  Chu Hsi and His Masters, Probsthain & Co., Londres, 1922.
- Daniel K. Gardner. Learning To Be a Sage,  University of California Press, Berkeley, 1990.  ISBN 0-520-06525-5.
- Bruce E. Carpenter. 'Chu Hsi and the Art of Reading' in Tezukayama University Review (Tezukayama daigaku ronshū),  Nara, Japan, no. 15, 1977, pp. 13–18. ISSN 0385-7743
- Wing-tsit Chan, Chu Hsi: Life and Thought (1987).  ISBN 0-312-13470-3.
- Wing-tsit Chan, Chu Hsi: New Studies. University of Hawaii Press: 1989.  ISBN 9780824812010
- Gedalecia, D (1974). "Excursion Into Substance and Function." Philosophy East and West. vol. 4, 443-451.
- Hoyt Cleveland Tillman, Utilitarian Confucianism: Ch‘en Liang's Challenge to Chu Hsi (1982)
- Wm. Theodore de Bary, Neo-Confucian Orthodoxy and the Learning of the Mind-and-Heart (1981), sobre o desenvolvimento do pensamento Zhu Xi após sua morte.
- Wing-tsit Chan (ed.), Chu Hsi and Neo-Confucianism (1986)
- Donald J. Munro, Images of Human Nature: A Sung Portrait (1988),uma análise do conceito de natureza humana no pensamento de Zhu Xi

### Traduções
- Wing-tsit Chan, Reflections On Things at Hand, New York, 1967.
- Wing-tsit Chan (traduzido e compilado), A Source Book in Chinese Philosophy. Princeton, NJ: Princeton University Press, 1963.
- Zhu Xi (traduzido por Daniel K. Gardner) "Learning To Be a Sage: Selections From the Conversations of Master Chu, Arranged Topically". Berkeley, University of California Press, 1990.

## Trabalho completo
Zhu Xi yulei, compilado por Li Jingde. Beijing: Zhonghua Shuju, 1986